# A Dignified Family
A Dignified Family è un cortometraggio muto del 1915 diretto da E.H. Calvert.

## Produzione
Il film fu prodotto dalla Essanay Film Manufacturing Company.

## Distribuzione
Distribuito dalla General Film Company, il film - un cortometraggio in tre bobine conosciuto anche con il titolo The Dignified Life - uscì nelle sale cinematografiche USA il 26 giugno 1915.
Viene citato in Moving Picture World del 19 giugno 1915.